# Іпатова Ольга Михайлівна
Ольга Михайлівна Іпатова (біл. Во́льга Міха́йлаўна Іпа́тава; нар. 1 січня 1945, Мір, Мірський район, Барановицька область, Білоруська РСР) — білоруська письменниця, перекладачка, громадська діячка.

## Біографія
Ольга Іпатова народилася 1945 року в міському селищі Мір (нині Корелицький район, Гродненської області, Республіки Білорусь) у родині службовців. Батько — завідувач райфінвідділу, мати — фельдшерка. Після смерті матері в 1949 році виховувалася в дитячому будинку в Гродно (1956—1961). Після закінчення Гродненської середньої школи № 7 у 1961 році вступила на філологічний факультет Білоруського державного університету. У 1963 році перевелася на заочне відділення (закінчила в 1967).
Працювала вчителем в селі Руба (нині територія міста Вітебська), товарознавцем у Вітебському обласному книготорзі (1964), інструктором, завідувачем сектору Гродненського міськкому комсомолу (1965—1968), редактором обласної студії телебачення (1968—1970). В 1970—1973 рр. — літературний співробітник газети «Літаратура і мастацтва», потім літературний консультант газети «Червона зміна» (біл. «Чырвоная змена»).
У 1975—1978 рр. Ольга Іпатова вчилась в аспірантурі літературного інституту в Москві. Після закінчення аспірантури знову працювала літконсультантом у «Червоній зміні» (1978—1979). У 1985—1989 рр. — головний редактор літературно-драматичних передач Білоруського телебачення.
У 1989 року Ольгу Іпатову було призначено завідувачкою відділу, а у 1990 році заступником головного редактора журналу «Спадчина». У 1991—1995 рр. працювала головним редактором газети «Культура».
З 1998 по 2001 роки Ольга Іпатова була заступником голови, а з 2001 по 2002 рік — головою Союзу білоруських письменників.

## Творчість
Друкується з 1959 року. Авторка збірок віршів: «Ранок» (біл. «Раніца», 1969), «Липневі грози» (біл. «Ліпеньскія навальніцы», 1973), «Паростки» (біл. «Парасткі», 1976), «Крило» (біл. «Крыло», 1976); збірок повістей і оповідань: «Вітер над кручею» (біл. «Вецер над стромай», 1977; російське видання, Москва, 1980, зазначено на всесоюзному конкурсі імені М. Горького, 1981), «Двадцять хвилин з Немезидою» (біл. «Дваццаць хвілін з Немезідай», 1981), «Перекат» (біл. «Перакат», 1984), «За морем Хвалинським» (біл. «За морам Хвалынскім», 1989), «Чорна княгиня» (біл. «Чорная княгіня», 1989), книг для дітей «Снігуронька» (біл. «Снягурка», 1974) і «Казка про Павліні» (біл. «Казка пра Паўліна», 1983). Написала телеп'єсу «Давид Гродненський» (біл. «Давыд Гарадзенскі», поставлена в 1988).
У 1996 році видана книга «Між Москвою і Варшавою» (біл. «Паміж Масквой і Варшавай»), в 2002 році — трилогія «Ольгердовий спис» (біл. «Альгердава дзіда»): «Золота жриця Ашвинів» (біл. «Залатая жрыца Ашвінаў»), «Віщун Гедиміна» (біл. «Вяшчун Гедыміна»), «Ольгердово спис» (біл. «Альгердава дзіда») та інші.
За повістю письменниці «Вузлик Святогора» поставлений фільм «Гомункулус». На її вірші написані пісні «Неманская синь», «Сыну», «Аэлита» тощо.
Твори Ольги Іпатової перекладені російською, англійською, німецькою, узбецькою, польською, словацькою, чеською мовами, а також мовою гінді.
Крім того, Ольга Іпатова публікує критичні статті і публіцистичні нариси, займається перекладом білоруською мовою творів російських, литовських, українських, узбецьких, вірменських письменників, займається громадською діяльністю.

## Нагороди
- Нагороджена орденом «Знак Пошани»
- медаллю Франциска Скорини
- лауреатка премії імені Бориса Кіта (2003)
- «Золотий апостраф» (2006, за історичну повість «Останні жертви священного дуба»)

Є почесним академіком Міжнародної академії наук «Євразія».